# Exocentrus hispidulus
Exocentrus hispidulus là một loài bọ cánh cứng trong họ Cerambycidae.